# JVKE
雅各布·道奇·勞森（英語：Jacob Dodge Lawson，2001年3月3日—），藝名JVKE（发音为“Jake”），是一位美国音乐制作人、词曲作者和社交媒体名人。JVKE于2020年疫情封城期间发布首支单曲《Upside Down》在TikTok上迅速走红，成为他的成名作。次年发行的单曲《golden hour》登上美国公告牌百强单曲榜第10位，获得第22届MTV日本音乐录影带“最佳国际新人音乐录影带”奖，成为了JVKE的突破之作。他的音乐探索了流行音乐、电子音乐、R&B和独立流行等多种元素。
現在他有12.3M （页面存档备份，存于）位訂閱者。

## 早年生活
雅各布·道奇·勞森于2001年3月3日出生于美国罗德岛州普罗维登斯的一个天主教家庭。其母亲长期从事音乐教育工作，父亲在教会担任神职工作，这样的家庭环境使他自幼接触到多元音乐文化。童年时期他系统学习了钢琴、爵士鼓等多种乐器，并参与教堂青少年合唱团的演出，主攻现代福音音乐方向。青少年阶段，受兄长音乐品味的影响，他开始探索嘻哈音乐领域，奠定了他职业的发展方向。
在转学到克兰斯顿的公立高中之前，劳森就读于天主教学校。劳森在罗德岛社区学院学习了一年半，然后辍学全职攻读音乐。在公立高中就读期间，JVKE随家庭迁居至罗德岛东部的克兰斯顿地区。全球疫情爆发期间，他把握短视频平台的发展机遇，初期通过创作家庭趣味短剧积累受众基础，随后转型为音乐创作内容分享。

## 音乐事业
在2020年爆发的COVID-19疫情期间，JVKE和他的家人开始在各个视频平台活跃起来。在早期创作短剧和其他视频积累了一批听众后，于10月30日发行了他的第一首单曲《Upside Down》，该单曲在2021年掀起了一波跟拍热潮，后来歌手查理·普斯与JVKE合作发行了这首歌的混音版本。
2021年1月8日，JVKE与瑞典电子音乐团体二人组Galantis合作单曲《Dandelion》发行。3月25日，发行单曲《Home》；5月20日，发行单曲《SECRETS》；9月3日，发行单曲《this is what falling in love feels like》；11月10日，发行单曲《Brand New Day》，该曲被电影《大红狗克里弗》的原声专辑收录，11月17日，发行单曲《anxiety.》。
2022年4月1日，JVKE的首张全长录音室专辑《This is What ____ Feels Like (Vol. 1-4)》发布，后在美国公告牌二百强专辑榜上名列第56位。7月15日，JVKE发行单曲《golden hour》，这首歌是他和他的兄弟扎克·劳森共同创作，该曲曾登至美国公告牌百强单曲榜第71位，后升至第10位，英国单曲榜上排名第19位，次年获得第22届MTV日本音乐录影带奖，并且登上全球多国排行榜，为他赢得了全世界的关注，他还被评为2022年10月的MTV推手艺术家，獲得MTV最推崇藝人獎提名，后受MTV UK邀请在《吉米·法伦今夜秀》上现场演唱了《Golden Hour》，并将这首歌发布到了YouTube上。
2022年11月17日，JVKE宣布首场巡演，巡演纽约、洛杉矶等全国城市。12月8日，JVKE与Martin Garrix合作的单曲《Hero》发行。12月9日，与加拿大华裔男歌手刘宪华合作发行《golden hour》的中文版《初光》。
2023年，JVKE为冒险动作片《速度与激情10》演唱插曲《Angel Pt. 1》《Angel Pt. 2》，防弹少年团的 Jimin和Muni Long也出演了这首歌。同年JVKE荣获了第10届美国iHeartRadio音乐奖的“社交媒体之星”奖。
2024年1月12日，JVKE发行单曲《this is what winter feels like》。4月15日，与美国流行乐队Surfaces合作发行单曲《this is what slow dancing feels like》。同年发布的单曲《clouds》被选为游戏《绝地求生》6周年官方主题曲。8月30日，发行单曲《her》。

## 个人生活
2024年10月8日，雅各布·劳森与她的女友乔治亚·夏洛特·埃文斯（Georgia Charlotte Evans) 结婚。

## 音乐作品

### 录音室专辑
- 2022：This is What ____ Feels Like (Vol. 1-4)

### 音乐合集
- This Is What Falling in Love Feels Like
- This Is What Heartbreak Feels Like
- This Is What Sadness Feels Like
- This Is What Falling Out of Love Feels Like

### 单曲
- "Upside Down"（与查理·普斯共同创作）（2020）
- “Dandelion”（与Galantis共同创作）（2021）
- "This Is What Falling in Love Feels Like"（2021）
- "Golden Hour"（2022）
- "Hero"（与Martin Garrix共同创作）（2022）
- "This Is What Heartbreak Feels Like"（2023）
- "This Is What Losing Someone Feels Like"（2023）
- "With All My Heart"（与凤凰之子合唱）（2023）
- "Fool 4 U"(与Galantis，Enisa合作)（2023）
- "Angel Pt. 2"(与Jimin, Charlie Puth和Muni Long合作)（2023）
- "This Is What Autumn Feels Like"（2023）
- "This Is What Space Feels Like"（2023）
- "This Is What Winter Feels Like"（2024）
- "Lavender"（与 Pink Sweats 合作）（2024）
- "Don't Let Me Down"（2024）
- "Clouds"（2024）
- "This Is What Slow Dancing Feels Like"（2024）
- "Mi Amor"（2024）
- "Her"（2024）
- "This Is What Forever Feels Like"（与Nick Jonas合作）（2024）

## 获奖与提名
| 奖项                                          | 年份 | 类别                                           | 获奖者和被提名者   | 结果 | 参考链接 |
| --------------------------------------------- | ---- | ---------------------------------------------- | ------------------ | ---- | -------- |
| IHeartRadio音乐奖（iHeartRadio Music Awards） | 2023 | 社交之星奖(Social Star Award)                  | JVKE               | 獲獎 | [ 14 ]   |
| MTV音乐视频大奖                               | 2023 | 年度Push表现奖(Push Performance of the Year)   | 单曲 "Golden Hour" | 提名 | [ 17 ]   |
| MTV日本音乐录影带大奖                         | 2023 | MTV最佳新人音乐录影带奖(Best New Artist Video) | 单曲 "Golden Hour" | 獲獎 | [ 18 ]   |